# Relációk szorzata
Legyen {\displaystyle \rho _{1}} és {\displaystyle \rho _{2}} az {\displaystyle A\times A}-n értelmezett reláció, ahol {\displaystyle A} tetszőleges nemüres halmaz. Az {\displaystyle \rho _{1}} és {\displaystyle \rho _{2}} relációk szorzatát – ami szintén {\displaystyle A\times A}-n értelmezett és amit {\displaystyle \rho _{1}\circ \rho _{2}}-vel jelölünk – a következő módon definiáljuk.
Bármely {\displaystyle a,b\in A}-ra {\displaystyle a} akkor áll {\displaystyle b}-vel az {\displaystyle \rho _{1}\circ \rho _{2}} relációban, ha van olyan {\displaystyle c} eleme {\displaystyle A}-nak, melyre teljesül, hogy {\displaystyle a} és {\displaystyle c} az {\displaystyle \rho _{1}} míg {\displaystyle c} és {\displaystyle b} az {\displaystyle \rho _{2}} relációban állnak egymással.
Ugyanez formálisabban:
{\displaystyle \forall a,b\in A\quad (a,b)\in \rho _{1}\circ \rho _{2}\quad \Leftrightarrow \quad \exists c\in A\quad (a,c)\in \rho _{1},\quad (c,b)\in \rho _{2}}
Vegyük észre, hogy a definíció csak homogén és binér relációkra alkalmazható.